# Perico
Perico is een gemeente in de Cubaanse provincie Matanzas. De gemeente heeft een oppervlakte van 280 km² en telt 31.000 inwoners (2015).